# Gypsys, Tramps & Thieves
Chér (finalmente reeditado bajo el título Gypsies, Tramps & Thieves) es el séptimo álbum de estudio de la cantante y actriz estadounidense Cher, lanzado en septiembre de 1971 por Kapp Records. Para este álbum, Cher dejó a su marido Sonny Bono para producir el álbum, y por primera vez colaboró con Snuff Garrett [1] y con Al Capps para los arreglos. El álbum fue retitulado después del éxito del sencillo del mismo nombre. Recibió críticas positivas de críticos, y RIAA lo certificó Oro el 2 de julio de 1972. [2] El álbum fue su primer y más exitoso álbum de los años setenta. Dos singles fueron lanzados del álbum, "The Way of Love" y "Gypsies, Tramps & Thieves", ambos alcanzando el top 10 en la lista Billboard Hot 100.

## Fondo
Después de los fracasos de los álbumes anteriores, Cher firmó un contrato con Kapp-MCA Records en 1971. [3] Kapp y MCA fueron las etiquetas con las que Cher tuvo más éxito en los años setenta y se quedó con ellos hasta 1974. Johnny Musso de Kapp Records pensó que Garrett y Cher trabajarían bien juntos y decidió unirlos. [3] Esta vez Garrett fue presentado para rediseñar el sonido Cher para su primer regreso. [1] [4]
El álbum fue lanzado inicialmente bajo el nombre de Chér en septiembre, y más tarde reeditado y retitulado como Gypsys, Tramps & Thieves debido al éxito del primer sencillo. Su éxito siguió al debut de The Sonny & Cher Comedy Hour, que se estrenó en CBS en agosto de 1971 como una serie de verano. [3] Esto también se debió a la nueva imagen de Cher, cuando dejó caer su atuendo hippie y comenzó a vestirse con el diseñador de modas Bob Mackie, quien enfatizó su aspecto exótico y la convirtió en una de las mujeres más elegantes y glamorosas de los 70. [5]

## Composición y grabación
La canción de apertura del álbum es "The Way of Love", una canción de portada originalmente por Kathy Kirby. Otras portadas son "Fuego y lluvia" y "Él no es pesado, él es mi hermano". El resto del álbum incluye baladas narrativas. [1] Durante la sesión de grabación, se grabaron otras tres canciones, "Classified 1-A", "Do not Put It On Me" y "Gentle Foe". Los dos primeros se agregaron en la versión del álbum en el Reino Unido y luego se lanzaron como sencillo en los Estados Unidos. "Do not Put It On Me" fue agregado como un bonus track en la cinta oficial de 8 pistas de este álbum que cerró el programa cuatro. En 2000, "Classified 1-A" apareció como una canción extra en el álbum not.com.mercial. "Gentle Foe" se utilizó en 1971 como banda sonora para el documental Once Upon a Wheel, pero sigue siendo inédito.

## Lanzamiento
El álbum fue lanzado originalmente en 1971. En 1992 fue lanzado en CD por primera vez. En agosto de 1999, la versión estadounidense del álbum fue reeditada en Universal Records y en el Reino Unido en 1993, el álbum original y el siguiente álbum de estudio de Cher, Foxy Lady, fueron reeditados juntos en un CD llamado Cher / Foxy Lady, que presenta todos de las pistas de ambos álbumes.
"Gypsys, Tramps & Thieves", el primer lanzamiento individual del álbum, alcanzó el número uno en el Billboard Hot 100 y el número cuatro en el Reino Unido Singles Chart. "Gypsys, Tramps & Thieves" fue su primer número uno en los EE. UU. Como solista tanto en el Billboard Hot 100 chart como en el Adult Contemporary chart, también alcanzó el número uno en Canadá y en Japón. La canción fue presentada en vivo en The Sonny & Cher Comedy Hour, presentando a Cher vestida como una gitana con una enorme peluca cantando frente a un vagón. El segundo y último sencillo fue la canción de apertura "The Way of Love". Alcanzó el puesto # 7 en los EE. UU., # 2 en el cuadro Adulto Contemporáneo y # 5 en Canadá. La melodía de la canción suena muy similar a la melodía del éxito de 1970 "It's Impossible" de Perry Como. Ambas pistas se realizaron en numerosas giras de Cher.

## Recepción de la crítica
Chér recibió en su mayoría críticas positivas de críticos de música. Joe Viglione de AllMusic describió las canciones del álbum como "medio del camino del pop", y llamó a Chér un "buen álbum con algunos momentos geniales". También escribió que "Cher nunca importó la identidad de género andrógina o neutral en sus canciones" y musicalmente "su material en solitario podía elevarse a alturas imposibles en una asociación, siendo" El Camino del Amor "un ejemplo". [6] Rolling Stone dijo que "Cher posee una de las voces distintivas de la música popular hoy en día" y sobre el álbum, "Aquí ella consigue algunos marcos orquestales exuberantes dentro de los cuales contar su historia". [Citación necesitada]

## Éxito comercial
Chér debutó en el Billboard 200 en el número 194 a finales de septiembre de 1971. [10] Durante 1972 las ventas alcanzaron 4,000,000 de copias en A
mérica del Norte, y fue certificado oro por la RIAA. [2] El álbum se convirtió en uno de los mayores éxitos de Cher en ese momento y el sencillo principal fue nominado para un premio Grammy por "Mejor vocalista femenina pop". El álbum también se registró en la lista de álbumes de Canadá y alcanzó el número 14. En Europa, solo se grabó en la tabla de álbumes de Noruega, sin poder ingresar a la lista de álbumes del Reino Unido. También alcanzó su punto máximo en la lista de álbumes australianos en el número 43.

## Lista de canciones
Lado A
1. "The Way of Love" (Al Stillman, Jacques Dieval) – 2:29
2. "Gypsys, Tramps & Thieves"  (Bob Stone) – 2:35
3. "He'll Never Know" (Harry Lloyd, Gloria Sklerov) – 3:35
4. "Fire and Rain" (James Taylor) – 2:58
5. "When You Find Out Where You're Goin' Let Me Know" (Linda Laurie) – 2:15

Lado B
1. "He Ain't Heavy, He's My Brother" (Bob Russell, Bobby Scott) – 3:28
2. "I Hate to Sleep Alone"  (Peggy Clinger) – 2:25
3. "I'm in the Middle" (Billy Gale) – 2:44
4. "Touch and Go" (Jerry Fuller) – 1:57
5. "One Honest Man" (Ginger Greco) – 2:22

## Créditos
Personal
- Cher - voz principal

Producción
- Snuff Garrett - productor discográfico
- Al Capps - arreglo musical
- Lennie Roberts - ingeniero de sonido

Diseño
- Richard Avedon - fotografía

## Listas de popularidad
| Lista (1971)          | Posición más alta |
| --------------------- | ----------------- |
| EE. UU. Billboard 200 | 16                |